# Чешуйчатый трематом
Чешу́йчатый тремато́м (лат. Pseudotrematomus eulepidotus) — морская, антарктическая, донная рыба из семейства нототениевых (Nototheniidae) подотряда нототениевидных (Notothenioidei) отряда окунеобразных (Perciformes). Входит в состав подсемейства Трематомины (Trematominae).
Впервые вид был описан как Trematomus eulepidotus в 1914 году британским ихтиологом Чарльзом Тейтом Ригеном (англ. Charles Tate Regan, 1878—1943) по двум синтипам общей длиной 140 и 165 мм, пойманным в проливе Мак-Мердо в море Росса. Научное (латинское) и русское название вид получил из-за очень сильного (полного) очешуения головы.
Донный и придонно-пелагический, относительно мелководный, циркумполярно-антарктический вид, обитающий в высокоширотной зоне Антарктики на глубинах 80—550 м. Рыба среднего размера, не превышающая общей длины 40 см. Согласно схеме зоогеографического районирования по донным рыбам Антарктики, предложенной А. П. Андрияшевым и А. В. Нееловым, ареал вида находится в границах восточноантарктической и западноантарктической провинций гляциальной подобласти Антарктической области.
Может встречаться в уловах донных и разноглубинных тралов на мелководном и углублённом шельфе, а также в верхней части континентального склона Антарктиды.

## Характеристика чешуйчатого трематома
В первом спинном плавнике 6—7 гибких колючих лучей, во втором спинном плавнике 36—38 членистых лучей, в анальном плавнике 34—36 членистых лучей, в грудном плавнике 27—29 лучей; лучей жаберной перепонки 6; общее число тычинок во внешнем ряду первой жаберной дуги 21—26, из них в нижней части — 13—16, в верхней части — 7—10 жаберных тычинок; поперечных рядов чешуй на теле 68—75; число трубчатых чешуй в дорсальной боковой линии 42—48, в медиальной боковой линии 11—21 трубчатых чешуй; общее число позвонков 54—57, из них туловищных 17—20 и хвостовых 37.
Всё тело, включая голову, покрыто главным образом ктеноидной чешуёй. Голова очешуена очень плотно и полностью, включая затылок и межглазничное пространство, боковую предглазничную область, рыло — вплоть до верхней губы, нижнюю челюсть и заднюю часть верхней челюсти, межжаберный промежуток, жаберную перепонку и основания жаберных лучей.
Тело удлинённое, сжатое с боков, невысокое; его высота составляет около 18—25 % стандартной длины тела. Голова умеренная в длину, около 28—30 % стандартной длины. Рот конечный, с косой ротовой щелью. Верхняя челюсть выдвижная, относительно большая, её длина составляет 37—42 % длины головы. Глаз большой, 28—35 % длины головы. Межглазничное пространство умеренной ширины — 20—25 % длины головы. Хвостовой плавник усечённый или слегка округлый.
Общая окраска тела у живых рыб темновато-жёлтая или бледно-коричневая, с тёмными пятнами (или короткими поперечными полосами) на боках, расположенными в шахматном порядке. Затылок, рыло, а иногда и межглазничное пространство — тёмные. Первый спинной плавник черноватый в верхней части, второй спинной плавник с тёмными косыми полосами, остальные плавники темноватые.

## Распространение и батиметрическое распределение
Распространён циркумполярно на шельфе и верхней батиали (вблизи бровки шельфа) в окраинных морях Антарктиды, вокруг Антарктического полуострова, а также у Южных Шетландских и Южных Оркнейских островов. Встречается в относительно небольшом диапазоне глубин от 80 до 550 м как на дне, так и в толще воды, в том числе и вблизи поверхности.

## Размеры
Рыбы среднего размера, достигающие 36 см стандартной длины (около 40 см общей длины) и веса 700 г.

## Образ жизни

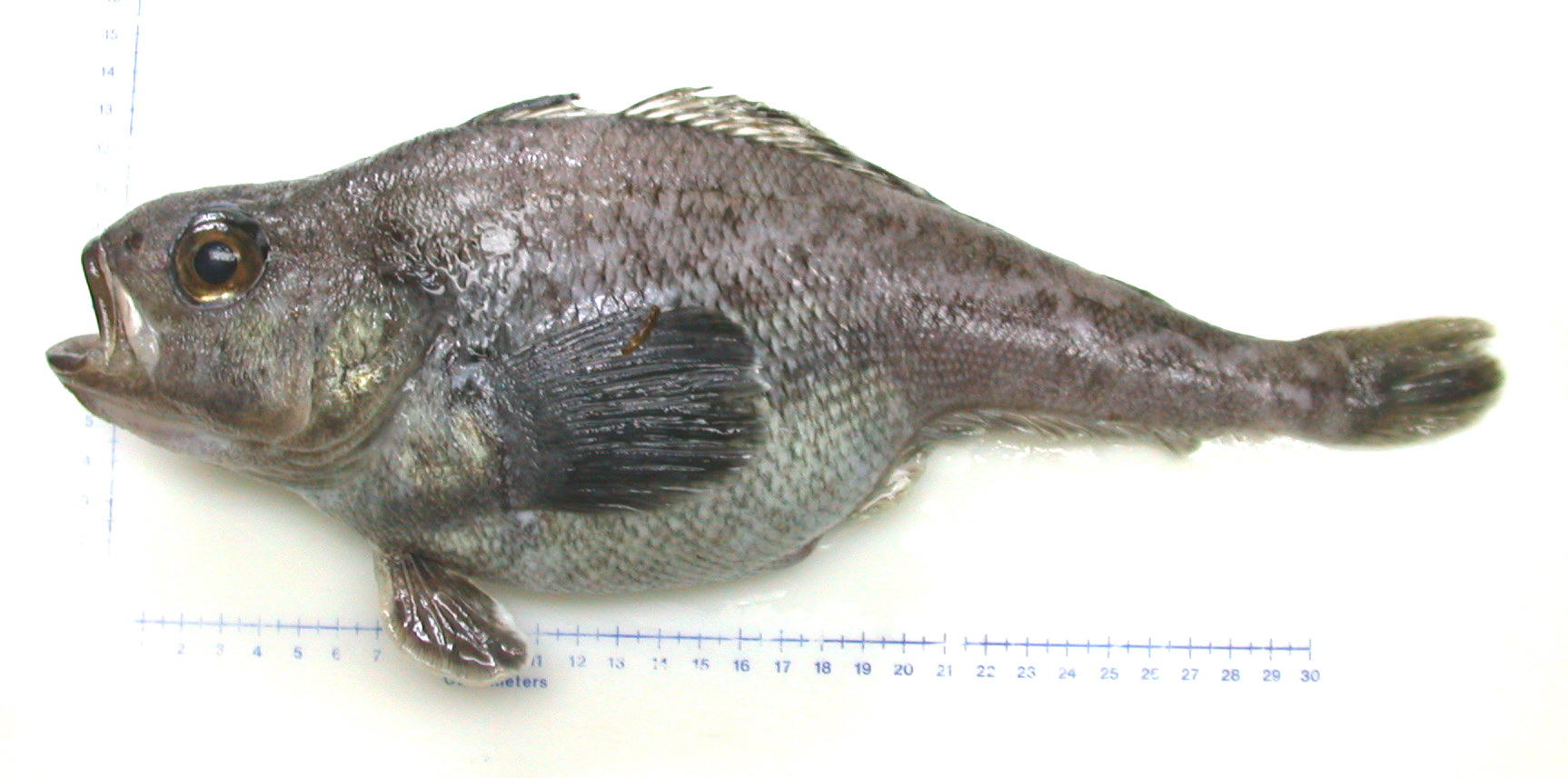
Чешуйчатый трематом, с раздувшимся брюхом от большого количества съеденной пищи

Донный и в значительной мере придонно-пелагический вид, обитающий на поверхности грунта и периодически поднимающийся в пелагиаль в поисках пищи, прежде всего антарктического криля (Euphausia superba). Смена пелагической мальковой стадии на преимущественно донный образ жизни, вероятно, начинается при достижении рыбами стандартной длины около 60—70 мм.
Питается в значительной мере мелким пелагическим и придонным зоопланктоном, антарктическим крилем, и в меньшей степени — мелкой рыбой (молодью) и бентосом. При наличии в районе обитания скоплений криля предпочитает питаться им, придерживаясь толщи воды внутри скопления. Из типично донных организмов в желудках рыб встречаются полихеты. Из зоопланктона, обитающего в придонном слое и в толще воды, в пище, кроме антарктического криля, чаще всего встречаются амфиподы, свободноживущие копеподы, щетинкочелюстные и крылоногие моллюски.
В морях Содружества (залив Прюдс), Дейвиса и Моусона в конце лета — начале осени в питании преобладает антарктический криль, как по встречаемости (67—85 %), так и по массе (до 75 %). В пище в это время отмечено также довольно большое количество пелагической молоди антарктической серебрянки (Pleuragramma antarcticum) — встречаемость 11,2—29,4 %, а в заливе Прюдс — гипериид.
Половозрелость (стадии развития гонад II-III и III) у чешуйчатого трематома наступает при общей длине около 18—23 см и массе около 80—146 г. Преднерестовые самки зарегистрированы при достижении общей длины 25,5 см и весе 270 г. Нерест происходит в конце лета — в начале осени. У трёх самок общей длиной 25,6—30,5 см и весом 270—510 г, пойманных с начала марта по начало апреля 1983 г. в море Моусона, абсолютная плодовитость составила 5907—9887 икринок, относительная плодовитость — 18,4—21,9 икринок. У близких к нересту самок гонадосоматический индекс (отношение веса яичников к весу тела) достигает 31,1 %, а диаметр икринок — 3,0—3,3 мм. Диаметр ооцитов трофоплазматического роста младшей генерации, развивающихся для нереста следующего года составляет 0,5—0,85 мм. Гонадосоматические индексы нерестовых самцов достигают 0,3—1,6 %. Инкубационный период по данным наблюдения в аквариуме длится 5—6 месяцев. Вылупление личинок после искусственной инкубации происходит при стандартной длине около 18—19 мм. В декабре и феврале в море Уэдделла и в море Скоша отмечены постличинки стандартной длиной, соответственно 26 мм и 38 мм, а в марте у Антарктического полуострова зарегистрирована пелагическая молодь длиной 32,3—40,8 мм.

## Систематика
Чешуйчатый трематом вместе с другими трематомами часто продолжает рассматриваться в составе традиционно принимаемого объёма рода Trematomus, как Trematomus eulepidotus. Вместе с тем, согласно последней ревизии подсемейства Trematominae, все виды трематомов, за исключением единственного вида трематома-гонца (Trematomus newnesi) — типового вида рода, оставленного в роде Trematomus, помещены в новый род Pseudotrematomus.